# Witboek (document)
Een witboek of whitepaper is een document dat beschrijft hoe overheidsbeleid, een technologie, en/of product een specifiek probleem oplost. Witboeken worden gebruikt om de lezer van objectieve relevante informatie te voorzien die wordt gebruikt voor het nemen van een beslissing. Witboeken worden zowel in de politiek als in het bedrijfsleven gebruikt; wanneer deze objectief geschreven zijn, worden vaak beschouwd als een betrouwbare bron van informatie. 
In de 19e eeuw kwam het witboek op om de relaties van een land ten opzichte van andere landen vast te leggen. Vanaf het midden van de jaren negentig wordt de omschrijving "white paper" meestal gebruikt om te verwijzen naar documenten die worden gebruikt door bedrijven als een marketing- of verkoopgereedschap. Deze "white papers" benadrukken dan de voordelen van bepaalde technologieën en/of producten en zijn als marketinginstrument gericht op het bevorderen van de verkoop van een dienst of product van een bedrijf.

## Definitie
Het witboek is veelal een document dat gericht is aan collega’s in een bepaald vakgebied. De grootte van een witboek is niet gedefinieerd. In de regel is een witboek 10 à 15 pagina’s groot. Vaak wordt over een bepaald thema stelling genomen. Het witboek onderscheidt zich in het bedrijfsleven van conventionele reclame doordat er in een witboek voor de gebruiker nuttige 'objectieve' informatie wordt gegeven.

### Varianten
Oorspronkelijk was een witboek alleen een overheidsdocument met oorspronkelijk een witte omslag. Hierin werd juist het eigen beleid rond politieke vraagstukken (met name op het gebied van buitenlandse zaken) gerechtvaardigd. Dergelijke diplomatieke aktes hebben niet altijd een witte omslag; in het Verenigd Koninkrijk zijn ze blauw, in Italië groen, in Frankrijk geel, in Duitsland wit, in de Verenigde Staten en Oostenrijk rood, in Japan grijs en in Rusland waren ze tot 1917 oranje.
In het Gemenebest en in het Verenigd Koninkrijk is het een (on)officieel overheidsdocument. Het wordt ook wel ‘command paper’ genoemd. Witboeken gepubliceerd door de Europese Commissie zijn documenten van de Europese Unie waarin specifieke acties worden voorgesteld. Soms worden deze voorafgegaan door een groenboek (green paper) met als doel om de discussie over het onderwerp te bevorderen.

## Geschiedenis
Een witboek in de oorspronkelijke betekenis is een van de in het verleden  gebruikelijke internationale politieke "boeken met een kleur". Dat zijn verzamelingen documenten, die de regering van een land uitgeeft, om oriëntatie over politieke kwesties te publiceren.  Deze traditie gaat terug tot in de middeleeuwen. Boeken met diplomatieke stukken waren in Engeland blauw, in Italië groen, in Frankrijk geel, in Duitsland wit, in Oostenrijk en de Verenigde Staten rood, in Nederland oranje, in het tsaristische Rusland en in Japan grijs.Vaak dient een witboek om de (buitenlandse) politiek van een staat te rechtvaardigen. Veelal werden zulke witboeken jaarlijks gepubliceerd.
Het woord  witboek (Duits: Weißbuch) werd voor het eerst (als navolging van de Engelse  term blue books) gebruikt in het Duitse Keizerrijk. In 1879 gebruikte Rijksdag-afgevaardigde Freiherr von Schorlemer-Alst  als eerste de term in relatie tot de documentatie voorafgaande aan een verdrag tussen het Duitse Keizerrijk en de Samoa-eilanden van dat jaar. De term werd toen in het Duits en later ook in andere talen een algemeen politiek begrip.

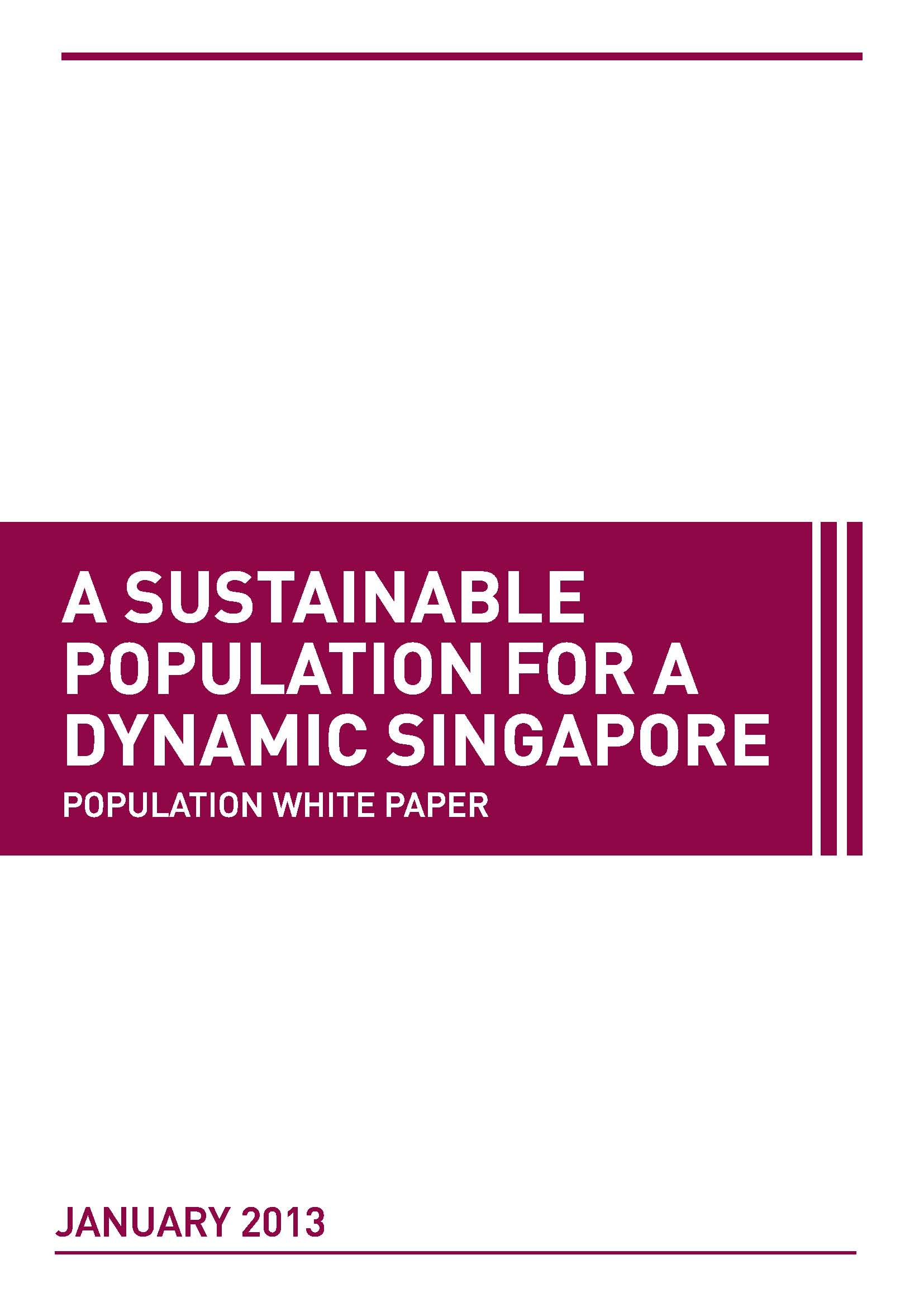
Kaft van een witboek van de Singaporese overheid

### Voorbeelden
Oorspronkelijk werd een white paper door de overheid dus gebruikt om het politiek handelen te beschrijven. De meest bekende White Papers zijn:
- Churchill White Paper, 1922 – Een correspondentie met de Palestijnse Arabische delegatie en de Zionistische Organisatie met een verklaring over hoe de Britten aankeken tegen de Balfourverklaring van 1917.
- MacDonald White Paper, 1939 – Deze bepaalde de totstandkoming van een verenigde Palestijnse Staat met een beperkte Joodse immigratie en beperkte mogelijkheid om land te kopen.
- In Place of Strife – Bedoeld om de 'Indian Act' [2] in Canada af te schaffen en de inheemse volken te erkennen als gelijk met andere minderheden in Canada. Tot 1969 waren zij een aparte groep.
- China’s White Paper tegen Taiwan – China’s uitgebrachte “White Paper” waarin China Taiwan met zijn militaire macht bedreigde, waarmee China liet zien dat het verzoek van de Clinton-regering om terughoudendheid te betrachten in hun relaties met betrekking tot de zeestraten.[3] Senator John Kerry van de Democraten in Massachusetts zei: White Paper comments are unacceptable. And I think many of us are surprised by the bluntness and inappropriateness of this particular challenge.
- Het Witboek Europese defensie - paraatheid 2030 beschrijft een visie om Europa na de Russische inval in Oekraïne van 2022 te herbewapenen.[4]